# Diane Saunders
Pour les articles homonymes, voir Saunders.
Diane G. O. Saunders est une biologiste britannique, chef de groupe au John Innes Center et professeure honoraire à l'École des sciences biologiques de l'université d'East Anglia. Ses recherches portent sur les pathogènes des plantes qui constituent une menace pour l'agriculture. Elle est lauréate du prix Rosalind-Franklin de la Royal Society en 2022.

## Formation
Saunders reçoit un diplôme spécialisé de première classe en biologie de l'Université d'Exeter. Elle obtient ensuite son doctorat en biologie cellulaire et en génétique moléculaire également à l'Université d'Exeter en 2009. Ses recherches de doctorat portent sur la morphogenèse liée à l'infection causée par un champignon de la pyriculariose du riz, Magnaporthe (en) oryzae. 

## Recherches et carrière
Après son doctorat, Saunders travaille comme chercheuse postdoctorale au laboratoire Sainsbury (en),,. En 2014, Saunders lance son propre groupe de recherche au John Innes Centre. Elle enquête sur les agents pathogènes qui menacent considérablement la production agricole et la sécurité alimentaire. Saunders se concentre sur le Puccinia, responsable de la rouille du blé. Elle étudie notamment Puccinia striiformis f. sp. tritici. Elle utilise des approches basées sur la génomique pour surveiller la dispersion des agents pathogènes à l’échelle internationale. Elle développe la « pathonomique de terrain », une technique de surveillance permettant d'analyser la diversité des populations d'agents pathogènes à partir d'échantillons de terrain. 
En 2018, Saunders publie l'identification de la rouille de la tige du blé au Royaume-Uni pour la première fois en soixante ans. Cette maladie dévastatrice est associée à de mauvaises récoltes tout au long de l'histoire, même si au Royaume-Uni, la dernière épidémie s'est produite en 1955. L'observation de Saunders déclenche une enquête internationale et identifie que la souche britannique appartenait à la race Digalu,. 
Saunders travaille avec le Centre international d'amélioration du maïs et du blé (CIMMYT) et l'Institut éthiopien de recherche agricole (en) pour créer une plateforme permettant le diagnostic des maladies des plantes en temps réel. La plateforme, Mobile And Real-time PLant disEase (MARPLE), cherche à surveiller la propagation de la rouille jaune du blé en Éthiopie et à fournir des informations susceptibles d'orienter les réponses à la gestion de la maladie. Elle lance ensuite le programme au Népal et au Kenya,. Lorsque les souches de blé se diversifient, elles peuvent infecter des variétés plus résistantes à la rouille. Il existe donc un besoin urgent d’identifier et de surveiller des souches spécifiques en temps réel. Dans le cadre de la mise en œuvre de ce programme, Saunders propose des cours de formation pour les phytopathologistes. 

### Publications (sélection)
Ses publications comprennent :
- Effector biology of plant-associated organisms: concepts and perspectives[16]
- Emergence of wheat blast in Bangladesh was caused by a South American lineage of Magnaporthe oryzae[17]
- Single nucleus genome sequencing reveals high similarity among nuclei of an endomycorrhizal fungus[18]

### Prix et distinctions
En 2019, Saunders lance « Women in Wheat », un programme de formation destiné à soutenir les femmes scientifiques travaillant dans la recherche sur le blé. En 2022, elle reçoit le prix et la conférence Rosalind Franklin pour son « projet innovant de mentorat et de formation visant à soutenir et à responsabiliser les étudiantes de premier cycle et les chercheuses en début de carrière en sciences végétales aux niveaux postuniversitaire et postdoctoral »,. 
En 2019 elle est élue Innovateur de l'année du Conseil pour la recherche en biotechnologie et sciences biologiques dans la catégorie internationale,
- 2022 Prix Rosalind Franklin de la Royal Society[20].